# Famille von Schilling
Pour les articles homonymes, voir Schilling.
 (janvier 2025).
Si vous disposez d'ouvrages ou d'articles de référence ou si vous connaissez des sites web de qualité traitant du thème abordé ici, merci de compléter l'article en donnant les références utiles à sa vérifiabilité et en les liant à la section « Notes et références ».
La famille von Schilling est une famille de noblesse immémoriale allemande, descendant des Schilling von Lahnstein, qui trouve ses origines dans les pays baltes à l'époque du Drang nach Osten de ceux qui deviendront les germano-baltes.

## Historique

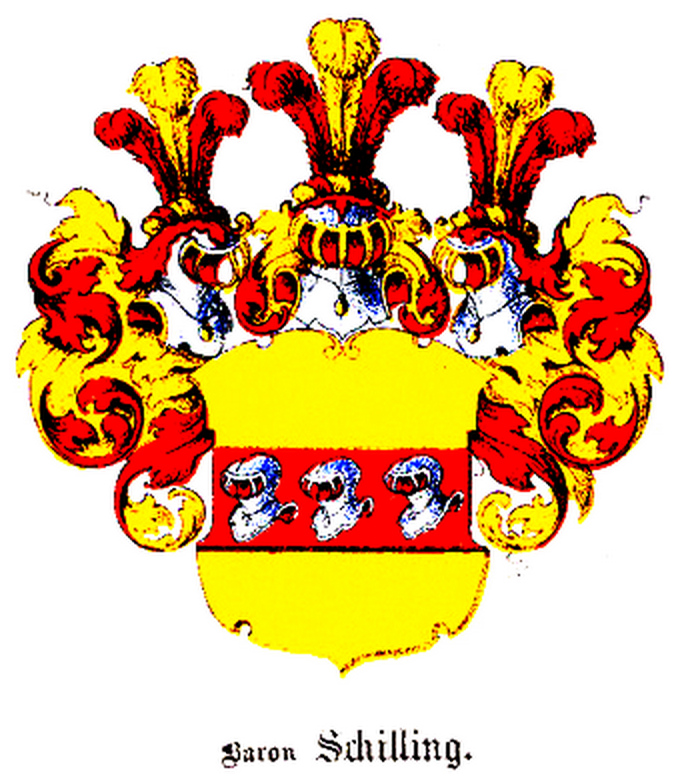
Armes des Schilling de Breslau de Saxe et de Wissembourg

Henri III Schilling de Lahnstein, mort en 1221, est l'ancêtre de la famille. Il vécut à partir de 1166 au château de Lahneck. Son fils Jean (ou Johannes) est le fondateur de la branche occidentale des Schilling, son frère Henri de la branche méridionale, les Schilling de Canstatt, et le second fils de Jean, Frédéric, de la branche orientale.
Un petit-fils de Jean, Bernard, perd la vie pour avoir été un conjuré contre le pouvoir d'Albert de Habsbourg. Ses descendants s'installent en Silésie, dans les Monts Métallifères et en Alsace. Deux lignées en sont issues, les verts et les blancs. Les verts sont seigneurs de Kleckewitz, près de Raguhn (en Saxe-Anhalt), dont un descendant, Christian Ludwig III, devient baron du Saint-Empire en 1725 sous le règne de Charles VI. Il obtient le titre honorifique de Semperfreyer von Schillingsfürst. Cette famille est éteinte. D'autres sont chevaliers d'Empire sans titre et leurs descendants vivent au Canada.
Le frère de Jean, Henri, fondateur des Schilling von Canstatt, devient vassal du duc Conrad de Souabe. Ses descendants obtiennent en 1911 le titre de baron du grand-duché de Bade.
Quant à la branche orientale fondée par Frédéric, elle s'installe à Cologne, après la conjuration, et ses descendants s'installent ensuite à Hambourg et dans le Brunswick. Caspar von Schilling part pour la Livonie, et après la séculatisation de l'Ordre Teutonique, en Courlande, puis dans l'Estland. L'un de ses descendants, Carl Gebhard von Schilling, est l'ancêtre des Schilling de la Baltique. Il est officier en 1768 et seigneur des domaines de Seinigal et d'Orgena, dans l'actuelle Estonie. Ses descendants deviennent les plus grands propriétaires terriens de la région et en sont chassés en 1919-1920 à l'indépendance de la nouvelle république. Ils avaient obtenu de l'empereur de Russie en 1834 et en 1855 le titre de baron balte. Les derniers descendants quittent le pays en 1939, après le pacte Molotov-Ribbentrop, et ont fait souche au Danemark, en Finlande, en Suisse, au Canada, et même en Guadeloupe (France)...[réf. nécessaire]

## Personnalités
- Georg Schilling von Canstatt (1490-1554), prince de Heitersheim, chevalier et grand-prieur de l'Ordre de Malte
- Daniel Schilling von Lahnstein, abbé du couvent de Springiersbach de 1530 à 1560
- Friedrich von Schilling (1584-1637), homme de lettres

## Anciens domaines
- Château de Proschwitz
- Château de Sarkfer (au début du XIXe siècle) dans le gouvernement d'Estland
- Manoir de Seidla en Estonie,
- Manoir de Varangu en Estonie,
- Manoir de Liigvalla en Estonie,
- Manoir de Koogu en Estonie,
- Manoir de Varudi en Estonie,
- Manoir de Pening en Estonie.

## Dans la fiction
- Les Bienveillantes (2006)
- La Fabrique des salauds (2017)